# Minor Love
Minor Love — шестой студийный альбом американского антифолк-музыканта Адама Грина, изданный 11 января 2010 года лейблом Rough Trade Records в Великобритании. В США он был выпущен 16 февраля 2010 года. Альбом якобы демонстрирует «нежную сторону часто высокомерного и эмоционально недоступного хулигана/певца» и был записан «в полной изоляции».

## Отзывы
| Совокупная оценка | Совокупная оценка |
| Источник          | Оценка            |
| ----------------- | ----------------- |
| Metacritic        | 70/100            |
| Оценки критиков   |                   |
| Источник          | Оценка            |
| AllMusic          | [ 3 ]             |
| Clash             | [ 4 ]             |
| Drowned in Sound  | [ 5 ]             |

Minor Love получил положительные и смешанные отзывы музыкальных критиков.
На интернет-агрегаторе Metacritic, который присваивает нормализованный рейтинг из 100 баллов по рецензиям основных изданий, альбом получил средний балл 70, основанный на нескольких профессиональных рецензиях, что означает «получил в целом положительные отзывы от критиков».
Джейсон Лаймангровер из Allmusic отметил, что «Шестой альбом Грина, ставший шагом вперёд после стилистически противоречивого Sixes & Sevens, показывает, что бывший участник Moldy Peaches вступает в пору зрелости, и альбом, в котором использован баритональный вокал и стиль производства начала 70-х годов Transformer (а также образ Лу Рида в уличном капюшоне для обложки). Болтливые частушки звучат с очаровательным безразличием и записаны в виде урезанных, но блестящих аранжировок — совсем как инструментарий Боуи и Ронсона на „Transformer“ — семь сопровождающих музыкантов помогают Грину создать гладкую, отрывистую вибрацию. Учитывая, что Грин помог написать причудливую серенаду Juno „Anyone But You“, вполне ожидаемо, что в ней есть несколько нелепых текстов („Mind your pubis“ и „You were the flatulent one“, например) — но даже в этом случае, по сравнению с его предыдущими релизами, Minor Love с меньшей вероятностью будет отнесена к разряду новинок. Минорно-аккордовая баллада „Boss Inside“ показывает тёмную сторону Грина, когда он отходит от Джонатана Ричмана и демонстрирует искренность в духе Леонарда Коэна, рассказывая о жестоком алкоголике. Это суровый срез жизни и большой поворот от шуток про какашки, но честные истории обеспечивают освежающее чувство равновесия. Когда он выбирает другой путь в качестве самодовольного злодея, с репликами вроде „Я был слишком ужасен, чтобы когда-либо быть задумчивым“ в нежном открытии „Breaking Locks“, он в полном порядке. Аналогично, „Give Them a Token“, „Buddy Bradley“ и „What Makes Him Act So Bad“ входят в число его лучших песен. Это те мелодии, которые просты, мгновенны и неотразимы. Бонусные очки за то, что все 14 треков не превышают трёхминутной отметки».

## Список композиций
1. «Breaking Locks» — 2:21
2. «Give Them a Token» — 2:13
3. «Buddy Bradley» — 2:00
4. «Goblin» — 1:50
5. «Bathing Birds» — 2:14
6. «What Makes Him Act So Bad» — 2:17
7. «Stadium Soul» — 2:34
8. «Cigarette Burns Forever» — 1:56
9. «Boss Inside» — 2:06
10. «Castles and Tassels» — 2:45
11. «Oh Shucks» — 1:58
12. «Don’t Call Me Uncle» — 2:57
13. «Lockout» — 2:09
14. «You Blacken My Stay» — 2:18

## Чарты
| Чарт (2010)                    | Высшая позиция |
| ------------------------------ | -------------- |
| Германия (German Albums Chart) | 48             |